# Zatrephes atrata
Zatrephes atrata är en fjärilsart som beskrevs av Rothschild 1910. Zatrephes atrata ingår i släktet Zatrephes och familjen björnspinnare. Inga underarter finns listade i Catalogue of Life.